# Hermann Georg Krohn
Hermann Georg Krohn (* 5. April 1705 in Rostock; † 11. Mai 1756 in Lübeck) war ein deutscher Jurist und Syndicus der Hansestadt Lübeck.

## Leben
Krohn war der Sohn des Rostocker Syndicus und späteren Lübecker Bürgermeisters Johann Adolph Krohn, der 1716 von Rostock nach Lübeck zog. Nach dem Besuch des Lübecker Katharineums studierte er ab 1724 Rechtswissenschaften an den Universitäten Leipzig und Gießen. 1727 reiste er zu Studienzwecken zum Reichskammergericht nach Wetzlar und anschließend nach Holland, England, wo er die Krönungsfeierlichkeiten für König Georg II. miterlebte, und Frankreich. 1728 wurde er an der Universität Basel zum Dr. jur. promoviert und setzte seine Reise über Regensburg nach Wien fort.
Nach seiner Rückkehr in seine Heimatstadt praktizierte er als Advokat. 1735 wurde er städtischer Subsyndicus und Referendarius. Damit verbunden war die Aufsicht über das Stadtarchiv und die Registratur. 1741 ernannte ihn der Rat zum zweiten Syndicus und erhielt das Mandat, den Rat vor dem Reichskammergericht im Prozess um Mölln und die Möllner Pertinenzien zu vertreten. 1742 kehrte er nach Lübeck zurück und wurde bald darauf zum ältesten Syndicus und zum Präses des Konsistoriums ernannt. Aus Krankheitsgründen bat er 1753 um seine Entlassung.
Für den langwierigen Zivilprozess seines Vaters mit einer entfernten Verwandten in einer Erbauseinandersetzung, der bis vor das Reichskammergericht ging, verfasste er eine Reihe von Abhandlungen zum lübischen Erbrecht, die dessen Standpunkt vom Vorrang der vollen Geburt und des Lübischen Partikularrechts gegenüber dem Römischen Recht untermauerte. Dadurch und durch die Gegenschriften des Celler Oberappellationsgerichtsrats Johann Christian Bacmeister (1703–1766), Sohn des Celler Kanzleidirektors Johann Christian Bacmeister, erreichte der Prozess eine literarische Qualität, die den Anlass weit überragte.
Seit 1730 war er mit Catharina Elisabeth, geb. Balemann, der Tochter des Bürgermeisters Heinrich Balemann verheiratet. Sie starb schon 1746. Von den Kindern des Paares heiratete Anne Catherine den Arzt Carl Werner Curtius, den Vater von Carl Georg Curtius. Der Sohn Hermann Diedrich Krohn  wurde Lübecker Bürgermeister.

## Werke
- Dissertatio inauguralis de concursu novercae cum privignis, Basel 1728.

später erweitert zu: Tractatio iuridica de concursu novercae cum privignis, wer unter beyden, die zwote Frau, ihres Eingebrachten, oder aber die Kinder erster Ehe, ihres Mütterlichen halben, nach den in Teutschland hiebey üblichen Rechten, das Vorrecht habe?, Lübeck 1747 (Digitalisat der ULB Halle).
- Entwurff einer gründlichen Nachricht von den ehemahligen Landes-Herrlichen Vogteyen und Land-Gerichten in Teutschland. Was es damit für eine Bewandniß gehabt und wie dieselbe in Abgang gerahten, Lübeck 1742 (Digitalisat der SLUB Dresden).

„Der Stadt Lübeck Remonstration des zur Möllnischen Sache nicht gehorigen Territorialstreits. Oder standhafte Ausführung, wie es mit den Möllnischen in gar öfters veränderter Gestalt aufgeführten Processen, auch der annoch jüngsthin darbey vorgebildeten Demonstration des wegen der Herrschaft und Vogtey Mölln geführten Beweises Lauenburgischer Seits wohl nicht darauf angesehen sey, bey den im Mollnischen processu zum Unterschied der unstreitigen, also genannten angegebenen streitigen und weiters prätendirten Pertinenzien die qualitatem pertinentialem zum Mollnischen Wiederkauf zu erweisen, vielmehr die wahre Absicht dahin gehe, zur Fundirung des Territorialstreits aus die sammtlichen Stadt Lubeckischen Landgüter Beweis thun und Documents unter dem Prätext dieser Pertinenz-Praetens ex dono rei heraus zu bringen, absonderlich aber die von einem hochstpreisl. K. G. in vollem Rathe hierunter bereits erfolgte rechtl. Erkäntniss durch bloss veränderte Worte hinwiederum zu unterbrechen. Zu des Publici wahrer Beurtheilung gefertiget u. s. w. Nebst 2 Landkarten von Mollen und einem Theil des Sadellandes, auch Beylagen, s. l. 1742.“

- (anonym) Versuch, die Lehre von dem Vorrecht der vollen Geburt vor der halben in Erbschaftssachen, nach den in Teutschland üblichen Rechten und Statuten aus zulänglichen Gründen in Richtigkeit zu bringen, Lübeck 1746 (Digitalisat der SLUB Dresden).

Neue, vermehrte Ausgabe, unter seinem Namen mit dem Titel Abhandlung von dem Vorrecht der vollen Geburt vor der halben in Erbschaftssachen, mit den dabey gemachten Einwürfen; in drey Theile vertheilet und mit einem Register versehen, Leipzig und Lübeck 1748.
- Anhang zur Abhandlung von dem Vorrecht u. s. w. Nebst einem von der löblichen Juristenfakultät zu Frankfurt an der Oder darunter gefälleten Urtheil, Lübeck 1749.
- Epistola ad Chr. Lud. Scheidium de iis, qui ex gente Comitum Orlamundensium in oris transalbinis sedem fixerunt, Lübeck 1752.

### Zum Prozess
- Matthias Doms: Rechtsanwendung im Usus modernus. Eine Fallstudie zum Erbrecht der halben Geburt, Dissertation, Universität Münster (Westfalen), 2010. (Volltext auf der Website der Universität)
- Peter Oestmann: Ein Zivilprozess am Reichskammergericht. Edition einer Gerichtsakte aus dem 18. Jahrhundert, Köln; Weimar; Wien: Böhlau 2009 (Quellen und Forschungen zur höchsten Gerichtsbarkeit im Alten Reich 55) ISBN 978-3-412-20246-0